# Adonisea sordida
Adonisea sordida är en fjärilsart som beskrevs av Smith 1883. Adonisea sordida ingår i släktet Adonisea och familjen nattflyn. Inga underarter finns listade i Catalogue of Life.